# Гі IV (герцог Сполетський)
Гі IV або Гвідо (†897), герцог Сполетський з 889, князь Беневентський з 895, син Гі II. Був визначним військовим воєначальником і правителем.
Відвоював у візантійців князівство Беневентське, проголосивши себе князем. 897 року здійснив подорож до Рима, де зустрівся з імператором Священної Римської Імперії Ламбертом. Убитий у Римі агентами Альберіка, його тіло кинули до Тибру.